# 사운드 오브 프리덤
《사운드 오브 프리덤》(영어: Sound of Freedom)은 2023년 개봉한 미국 스릴러 영화로, 알레한드로 몬테베르데가 감독 및 공동 집필을 맡았으며 짐 커비즐, 미라 소비노, 빌 캠프가 출연한다. 커비즐은 콜롬비아에서 성매매업자로부터 아동을 구출하는 임무를 맡은 전직 미국 정부 요원 팀 발라드 역을 맡았다. 에두아르도 베라스테기가 제작을 맡았으며, 베라스테기도 이 영화에서 역할을 맡았다. 이야기는 발라드가 이끄는 성매매 방지 조직인 언더그라운드 레일로드 작전(O.U.R.)을 중심으로 전개된다.
이 영화는 2023년 7월 4일 앤젤 스튜디오에서 개봉했으며, 1,450만 달러의 제작비에 비해 2억 5,100만 달러의 수익을 올리며 역사상 가장 성공적인 독립 영화 중 하나로 자리매김했다. 비평가들의 평가는 엇갈렸지만, 관객들의 반응은 매우 긍정적이었다. 이 영화는 QAnon 음모론과의 연관성으로 상당한 주목을 받았다.

## 줄거리
2013년, 온두라스 테구시갈파 출신의 두 아이의 아버지인 로베르토 아길라르는 전직 미인 대회 우승자 지젤에게 접근한다. 지젤은 그의 어린 두 아이, 로시오와 미구엘 아길라르에게 아동 모델 계약을 제안한다. 그는 이를 수락하고 두 아이를 사진 촬영에 데려간다. 그가 아이들을 데리러 돌아왔을 때, 아이들은 이미 사라져 버렸다. 아이들이 납치되어 성 노예로 이용당하고 있었다는 사실이 밝혀진다.
캘리포니아 칼렉시코에서 팀 발라드는 국토안보수사국(HSI) 특수요원으로 아동 포르노를 소지하고 배포하는 사람들을 체포한다. 이 고통스러운 업무는 그의 개인적인 삶에 큰 타격을 주었고, 또 다른 요원인 크리스가 수많은 아동 성범죄자들을 체포하고 기소했음에도 불구하고 더 많은 아동 성범죄를 막는 데는 거의 실패했다고 지적하면서 상황은 더욱 악화된다. 발라드는 그들이 대부분 미국 국외에 있기 때문이라는 것을 알고 있었지만, 크리스의 말은 그의 마음속에 깊이 새겨져 있다. 그는 자신이 체포한 용의자 에른스트 오신스키와 이야기를 나누며, 그를 속여 자신이 비밀 소아성애자라고 믿게 하고, 오신스키의 소설에서 발췌한 내용을 인용한다. 오신스키의 신뢰를 얻은 그는 인신매매된 아동과의 만남을 주선하고, 이를 계기로 발라드는 오신스키를 아동 인신매매 혐의로 체포하고, 미겔을 매수한 얼 뷰캐넌을 체포한다.
발라드는 미겔을 구출하고 다른 실종 아동을 찾는 데 도움이 될 정보를 요청한다. 발라드는 미겔의 여동생 로시오가 여전히 실종 상태라는 사실을 알게 되고, 로시오는 그에게 그녀를 구해달라고 부탁한다. 발라드는 미겔이 로베르토에게 돌아가도록 주선하지만, 미겔은 발라드에게 여동생의 성 티모시 목걸이를 건네준다. 발라드는 로시오를 찾기 시작하고, 그의 수색은 콜롬비아 카르타헤나로 이어진다. 그는 전직 칼리 카르텔 회계사이자 현재 아동 성매매로부터 아동을 구하는 일을 하는 뱀피로("뱀파이어")를 만나 지젤에 대한 정보를 얻는다.
태국의 아동 성매매 클럽이 폐쇄되었다는 소식을 접한 발라드는 이것이 함정 수사를 통해 지젤의 아이들을 대량으로 확보하기 위한 완벽한 위장이라고 판단한다. 뱀피로는 콜롬비아 경찰관 호르헤와 부유한 시민 파울로 델가도를 발라드의 임무에 참여시킨다. 발라드의 상관인 프로스트는 외국에서 그러한 작전을 수행할 권한이 없다는 이유로 발라드에게 미국으로 돌아가라고 명령한다. 발라드는 로시오 수색을 포기하기보다는 사임한다.
발라드의 결정에 공감한 프로스트는 콜롬비아 주재 미국 대사관 직원들에게 어떻게든 자신을 돕도록 비밀리에 설득한다. 호르헤가 중개인 역할을 하는 동안, 발라드와 뱀피로는 성매매업자로 위장하여 지젤을 설득하여 54명의 아이들을 팔도록 한다. 이를 통해 경찰은 지젤의 신원을 확인하고 체포하여 그녀의 사업을 해체한다. 로시오는 석방된 청소년들 중에 포함되지 않는다. 발라드는 그 전에 인신매매업자의 변호사인 카르네를 밀고자로 위장시키고 나머지는 모두 구금했다.
지젤의 동료인 푸에고를 심문하고 카르네의 사망 경위를 알지 못하는 채 죽은 카르네의 사진을 공개한 후, 푸에고는 갑자기 호르헤에게 로시오가 아마존 자연 지역 깊숙한 곳에 숨어 있는 FARC에 팔렸다고 말한다. 호르헤는 발라드에게 그 지역은 대부분 지도에 표시되지 않은 정글이며, 반군 영토는 콜롬비아 정부의 비행 금지 구역이기 때문에 소녀를 데려올 방법이 없다고 알려준다. 뱀피로는 의료진이 인도주의적 이유로 입국할 수 있다는 사실을 알게 되고, 호르헤는 마지못해 의사로 위장할 수 있는 서류를 얻도록 돕겠다고 한다. 반군은 뱀피로의 입국을 거부하고, 발라드는 홀로 계속 나아갈 수밖에 없다.
팀은 로시오가 억류되어 있는 FARC 캠프에 접근하여 그녀가 FARC 지도자 엘 알라크란("전갈")의 개인 성노예이며, 다른 사람들과 함께 코카 잎을 으깨 코카인을 생산해야 한다는 사실을 알게 된다. 밤이 되자 발라드는 로시오를 풀어주는 동시에 엘 알라크란을 죽여야 했고, 반군의 추격과 총격에도 불구하고 그녀를 안전하게 구출한다. 헤어지기 전, 발라드는 미구엘이 전에 준 목걸이를 돌려준다. 로시오는 마침내 아버지와 오빠에게 돌아왔고, 가족은 온두라스로 돌아간다.
에필로그에 따르면 팀 발라드는 미국 의회에서 증언했으며, 그의 증언으로 정부가 성매매 수사에 있어 외국과 협력하도록 하는 법률이 통과되었다고 한다. 또한 에필로그는 노예 제도가 합법이었던 시대를 포함하여 역사상 그 어느 때보다도 오늘날 더 많은 사람들이 노예로 살아가고 있다고 주장한다.

## 출연
- 짐 커비즐 - 팀 밸러드
- 미라 소비노 - 캐서린 밸러드
- 빌 캠프 - 뱀파이로
- 에두아르도 베라스테기 - 폴
- 호세 수니가 - 로베르토
- 커트 풀러 - 프로스트
- 게리 바사라바 - 얼 뷰캐넌
- 헤라르도 타라세나 - 엘 알라크란
- 스콧 헤이즈 - 크리스
- 구스타보 산체스 파라 - 엘 칼라카스
- 예시카 보로토 - 지젤
- 크리스 아베디시안 - 에른스트 오신스키
- 크리스탈 파리시오 - 로시오
- 루카스 아빌라 - 미겔